# Convair XB-46
Le Convair XB-46 est un prototype de bombardier à réaction américain développé dans les années 1940.

## Historique
En 1944, informé des recherches en cours en Allemagne, l'United States Army Air Forces demande aux constructeurs aéronautiques américains de travailler sur des bombardiers à réaction. De cet effort est issu de le XB-46 ainsi que trois autres avions : le North American B-45 Tornado, le Martin XB-48 et, remportant cette compétition, le Boeing B-47 Stratojet.

## Caractéristiques

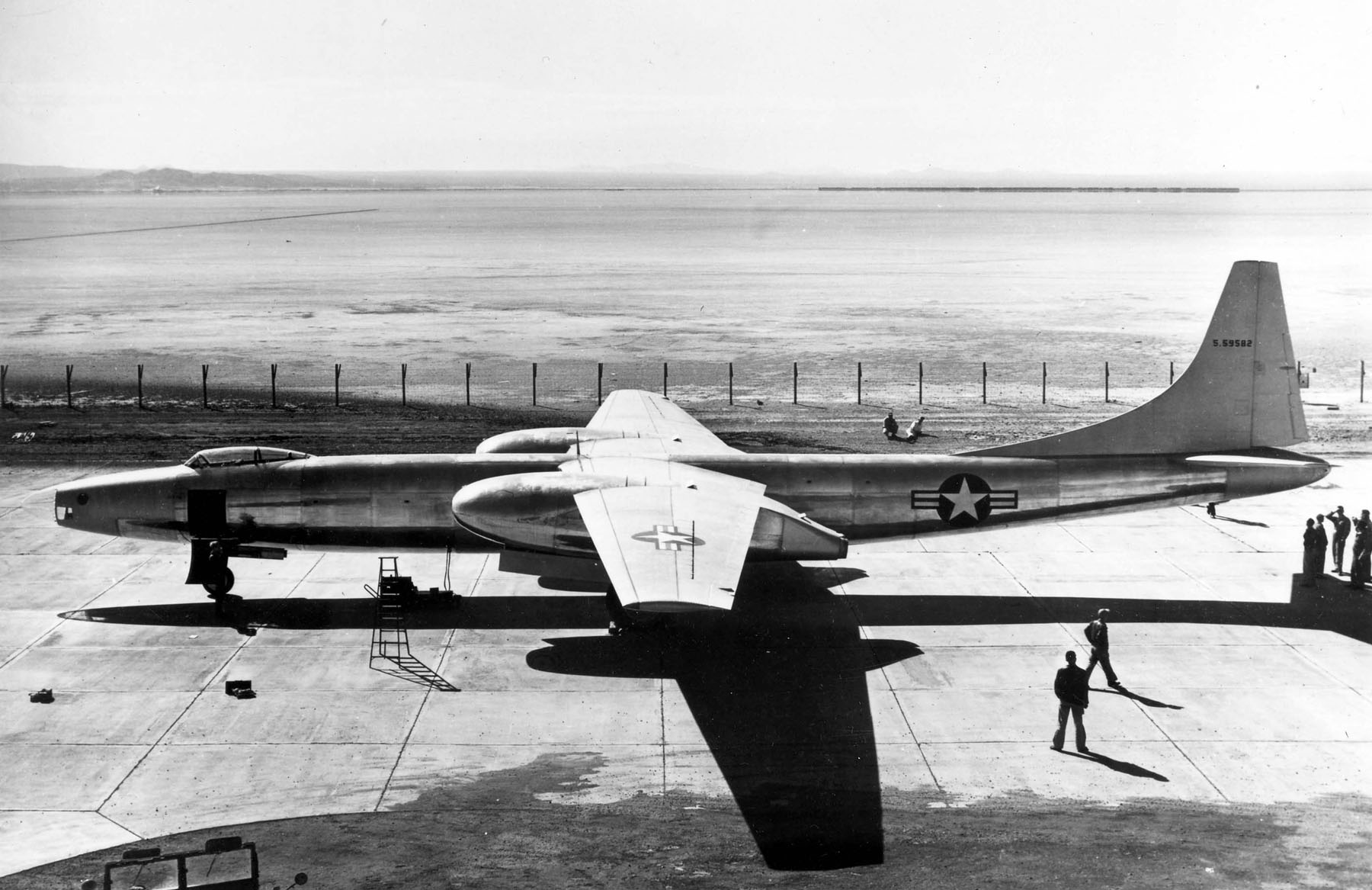
L'avion possède une silhouette très effilée.

Le prototype est équipé de quatre réacteurs Allison J35 sans postcombustion, développant chacun 18 kN. C'est le premier moteur à flux axial entré en service aux Etats-Unis, il équipe, notamment, le Republic F-84 Thunderjet. Sur les avions de série, ils auraient été remplacés par des General Electric J47.  Les moteurs sont installés dans d'imposantes nacelles sous les ailes, qui contiennent aussi le compartiment où se replie le train d'atterrissage principal. Une caractéristique inhabituelle de l'avion est que les commandes de vol, l'actionnement du train d'atterrissage les freins et l'ouverture de la soute à bombe fonctionnaient avec un système pneumatique, et non hydraulique. L'équipage comprend trois membres : deux pilotes, installés dans un cockpit en tandem, et un bombardier-navigateur posté dans le nez vitré.

## Essais en vol et abandon
L'avion fait son premier vol le 2 avril 1947 au départ de l'usine Convair de San Diego. Il peut déjà être considéré comme obsolète, le B-45, plus performant, ayant volé quelques semaines plus tôt. En août le projet est abandonné, une petite série de B-45 étant commandée. L'avion de North Americain est cependant à son tour rendu obsolète par le B-47 de Boeing. Le XB-46 continue cependant une petite campagne d'essais en vol et est livré aux militaires en tant qu'avion expérimental à la fin de l'année. Il vole jusqu'en 1949 et est finalement ferraillé.

## Avions comparables
- Short Sperrin
- North American B-45 Tornado
- Martin XB-48
- Iliouchine Il-28